# پائولو سامارکو
پائولو سامارکو (ایتالیایی: Paolo Sammarco؛ زادهٔ ۱۷ مارس ۱۹۸۳) یک بازیکن فوتبال اهل ایتالیا است.
از باشگاه‌هایی که در آن بازی کرده‌است می‌توان به سمپدوریا، کیه‌وو ورونا، چزنا، اسپزیا کالچو، اودینزه، آ.ث. میلان و فروزینونه کالچو اشاره کرد.